# 尼克·迪亞茲
尼古拉斯·罗伯特·迪亚兹（英語：Nickolas Robert Diaz，1983年8月2日—），美国综合格斗家。自2001年以来，迪亚兹在职业生涯中参加了UFC、PRIDE、Strikeforce、EliteXC、WEC、DREAM以及修斗等比赛。他是UFC选手内特·迪亚兹的哥哥。